# 越中征伐
越中征伐又稱為佐佐成政征伐、富山之役等是1585年8月豐臣秀吉派遣大軍包圍由佐佐成政所管治的富山城。最終豐臣軍迫使佐佐成政開城投降。
8月7日，秀吉親自派遣大軍出征，並開始孤立成政的盟友姊小路賴綱。初時成政曾經積極抵抗，遭到秀吉的水攻開始軟弱。8月26日，織田信雄提出降伏。8月29日，成政剃髮，被沒收越中國一帶領土。